# Verwaltungsgemeinschaft Steingaden
Die Verwaltungsgemeinschaft Steingaden im oberbayerischen Landkreis Weilheim-Schongau besteht seit der Gemeindegebietsreform am 1. Mai 1978. Ihr gehören als Mitgliedsgemeinden an:
1. Prem, 972 Einwohner, 15,93 km²
2. Steingaden, 2922 Einwohner, 64,04 km²
3. Wildsteig, 1344 Einwohner, 47,67 km²

Sitz der Verwaltungsgemeinschaft ist Steingaden.